# Vadsøya

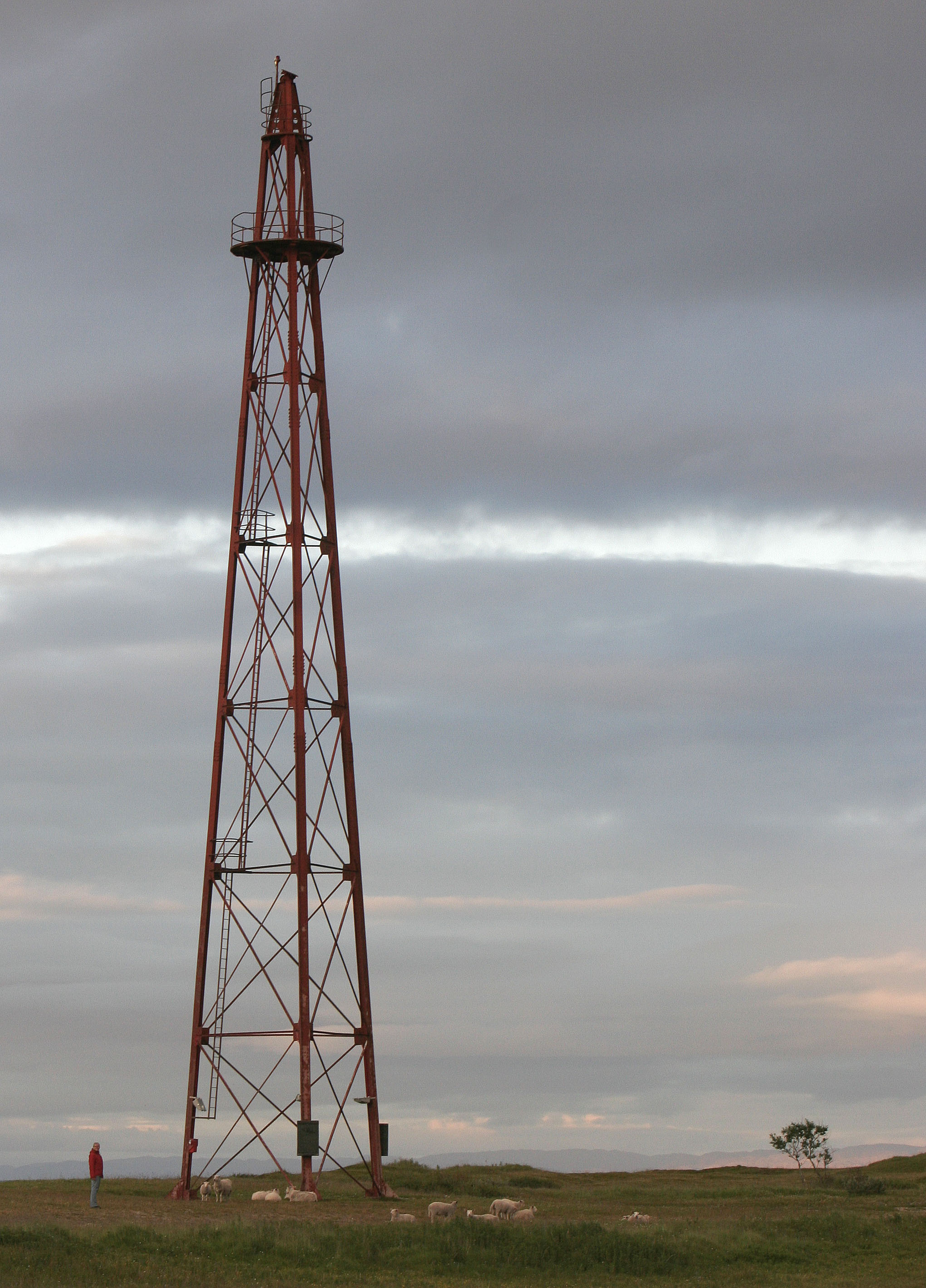
Luftskeppsmasten

Vadsøya är en ö i Vadsø kommun i Finnmark fylke i Norge. Vadsøya är förbunden med nuvarande staden Vadsøs centrum genom Vadsøya bru.
Kajen för Hurtigruten ligger på Vadsøya.

## Vadsø kulturpark
På öns nordöstra del, i den 1997 öppnade Vadsøya kulturpark, finns spår av grupper av torvhus från medeltiden. Vadsøya blev bosatt vid mitten av 1400-talet. År 1567 var Vadsøy ett etablerat fiskeläge med kyrka och som mest bodde där 250 människor. Fiskeläget flyttades senare från ön till fastlandet för att få ett mer skyddat läge.
Vid ingången till kulturparken ses spår efter fiskelägets kyrkogård. På denna plats stod också Vardøs första kyrka, byggd i timmer, från 1500-talet. På 1700- och 1800-talen användes kyrkogården av ryska handelsmän och sjömän, och kallades då "russekirkegården".

## Luftskeppsmasten
I Vadsø kulturpark finns också en luftskeppsmast från besöken av luftskeppen Norge  och Italia. Umberto Nobile  byggde luftskeppsmasten för Roald Amundsens färd over Nordpolen med luftskeppet Norge 1926. Masten användes också 1928 för en mellanlandning av Italia, med Nobile som kapten. 

## Minnen från andra världskriget
I kulturparken finns krigsminnen från den tyska ockupationen under andra världskriget, till exempel rester efter kanonställningar, bunkrar samt löp- och skyttegravar.

## Vadsøya og Vadsøysundets naturvernområde
Vadsøya og Vadsøysundets naturvernområde har ett rikt fågelliv, särskilt av vadarfåglar. I sundet övervintrar ejdrar, vilka på våren sträcker till Sibirien. Av andra arter finns smalnäbbad simsnäppa, brednäbbad simsnäppa, sothöna, tuvsnäppa och myrsnäppa.